# 李庚希
李庚希（リー・ゲンシー、リー・ゴンシー、2000年4月22日 - ）は、中華人民共和国の女優。

## 経歴
中学時代のアメリカ合衆国留学中に父の幼馴染の女優シュー・ジンレイに見いだされ、10か月の演技特訓の末に15歳の時、配信ドラマ『同学兩億歳』（2018年）で主演デビューした。
2019年のドラマ『リトルハピネス』で脚光を浴び、2020年にはドラマ『二十不惑 Twenty Your Life On』でグァン・シャオトンらと主演。同年、第33回東京国際映画祭に主演映画『兎たちの暴走』が出品された。2021年にはドラマ『花咲く合縁奇縁』で主演した。2023年、ドラマ『ロング・シーズン 長く遠い殺人』に出演。
2024年には映画『人生って、素晴らしい/Viva La Vida』で金鶏奨最優秀主演女優賞を受賞している。

## 出演作品

### 映画
- 燃野少年的天空（2021年）
- 兎たちの暴走 兔子暴力（2021年）
- 人生って、素晴らしい/Viva La Vida 我们一起摇太阳（2024年）
- 狂野時代（2025年）
- 恶意（2025年）

### テレビドラマ
- 同学两亿岁（2018年）
- 愛される花 原来你还在这里（2018年）
- リトルハピネス 小欢喜（2019年）
- 二十不惑 Twenty Your Life On 二十不惑（2020年）
- 30女の思うこと 〜上海女子物語〜 三十而已（2020年）
- 花咲く合縁奇縁 花好月又圆（2021年）
- 我们的新时代（2021年）
- 雪中悍刀行〜徐鳳年、北椋王への道〜 雪中悍刀行（2021年）
- 超越（2022年）
- 二十不惑2〜私たちが夢見た未来へ〜 二十不惑2（2022年）
- 大考（2022年）
- 月里青山淡如画（2022年）
- ロング・シーズン 長く遠い殺人 漫长的季节（2023年）